# John Muir Wilderness
Die John Muir Wilderness ist ein Naturschutzgebiet in Kalifornien, USA. Das 1964 als Wilderness Area ausgewiesene und 1984 und 2009 auf die heutige Größe von rund 2633 km² erweiterte Gebiet liegt in der Sierra Nevada. Es ist nach dem Naturforscher, -philosophen und -schützer John Muir benannt und erstreckt sich von den Mammoth Mountains bis zum Mount Whitney in der östlichen Sierra.
Das Schutzgebiet umschließt von Osten und Norden den Sequoia-&-Kings-Canyon-Nationalpark und grenzt dabei im Südosten an die Golden Trout Wilderness, im Südwesten an die Monarch Wilderness, im Westen an die kleine Dinkey Lakes Wilderness und im Norden an die Ansel Adams Wilderness. Das Gebiet gehört westlich des Gebirgskamms zum Sierra National Forest, östlich zum Inyo National Forest, zwei Nationalforstgebieten, und wird mit den Nationalforsten durch den US Forest Service verwaltet.
Die John Muir Wilderness beinhaltet den höchsten Gipfel der Sierra Nevada, den Mount Whitney und auch den südlichsten Gletscher der USA in der Palisades-Gruppe. Die Fernwanderwege John Muir Trail und der Pacific Crest Trail sowie eine Vielzahl kleinerer Wanderrouten verlaufen durch das Schutzgebiet. Insgesamt werden rund 950 km Wanderwege rudimentär unterhalten. Wie in allen Wilderness Areas gibt es keine Straßen oder touristischen Einrichtungen. Menschen dürfen nur zu Fuß oder zu Pferd ins Gebiet. Als eines von sehr wenigen Wildnisschutzgebieten ist die John Muir Wilderness verhältnismäßig stark besucht, der Zugang ist daher reglementiert und wer einen der längeren Wege gehen und im Gebiet zelten will, braucht eine Genehmigung, die in großen Teilen des Jahres Monate im Voraus bestellt werden muss.